# Klaus Klundt
Klaus Klundt (* 25. Dezember 1941 in Mühlwitz, Schlesien) ist ein deutscher Schachmeister.

## Leben

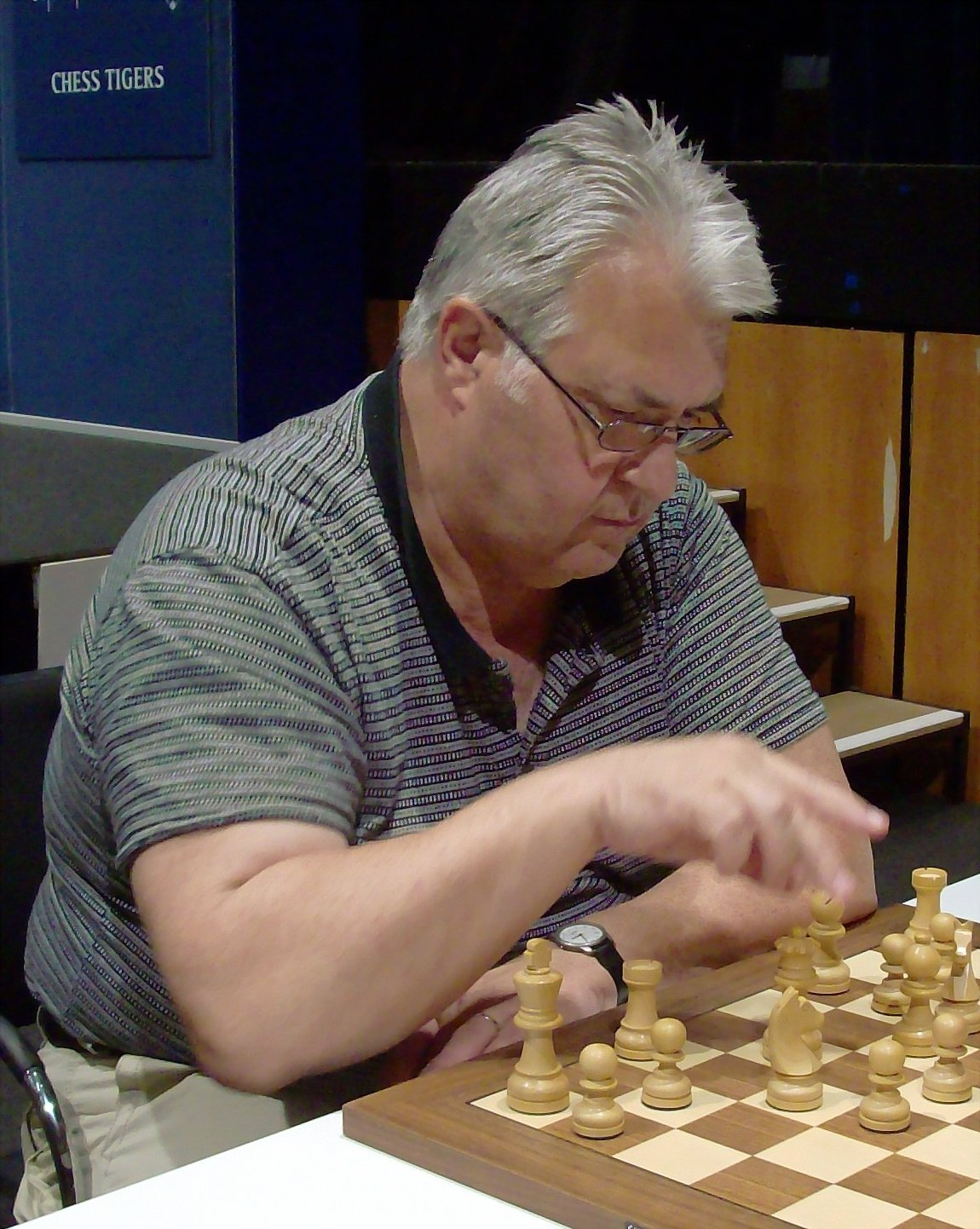
Klaus Klundt, 2008

Klundt vertrat im Jahr 1968 auf der Studentenmannschaftsweltmeisterschaft in Ybbs die BR Deutschland, bei der die deutsche Mannschaft die Silbermedaille errang. Bald darauf zählte er zu den führenden Schachmeistern in Westdeutschland und errang 1969 den dritten, sowie 1970 den zweiten Platz bei den deutschen Einzelmeisterschaften. 1970 spielte er mit der Nationalmannschaft bei der Schacholympiade in Siegen. In den folgenden Jahren nahm Klundt allerdings nur noch sporadisch an Turnieren teil, im Wesentlichen lediglich an Mannschaftsturnieren.
In der zweiten Hälfte der 1980er-Jahre kehrte er zu schachlichen Aktivitäten zurück, die FIDE verlieh ihm 1988 den Titel Internationaler Meister. Zu seinen sportlichen Erfolgen dieser Phase zählen: 1987/88 Platz zwei (hinter Eckhard Schmittdiel) in Augsburg, 1989 in Würzburg ebenso (Sieger war Vlastimil Jansa), dritter Platz 1995 in Linz sowie ein geteilter erster Platz in Augsburg 1997.
Im Jahre 2004 errang er seinen größten sportlichen Erfolg in Halle (Saale) bei der Seniorenweltmeisterschaft, als er Vizeweltmeister wurde. Im selben Jahr wurde er geteilter Zweiter (nach Leonid Milov) in Bad Homburg vor der Höhe. 2005 gewann Klundt in Essen die deutsche Seniorenmeisterschaft.
Im Jahre 2006 wurde er Turniersieger in Prichsenstadt, 2007 geteilter Vierter in Bad Homburg (Sieger war Igor Khenkin). 2008 teilte er Platz drei in Frankfurt am Main nach Leonid Milov und Yuri Boidman, gemeinsam mit Leonid Kritz und Bogdan Grabarczyk.

## Vereine
Klundt wurde 1980 mit der Schachgesellschaft Solingen deutscher Mannschaftsmeister, anschließend spielte er von 1980 bis 1990 in der 1. Bundesliga beim FC Bayern München, mit dem er 1983, 1985, 1986, 1989 und 1990 deutscher Meister wurde. Später spielte er in der Bundesliga beim Münchener SC 1836 (in der Saison 1993/94) und beim TV Tegernsee (in den Spielzeiten 1999/2000 und 2001/02). In der österreichischen Staatsliga A spielte er von 1993 bis 1995 beim 1. SSK Mozart Salzburg.

## Werke
- Hans-Joachim Hecht, Sergiu Samarian, Klaus Klundt, Theo Schuster: Schacholympiade Dubai 1986. Verlag Deutsche Schachblätter/Schach-Report GmbH Hollfeld, Sonderband 1987, 160 S. ISBN 3-88805-071-5, ISSN 0930-8121